# 지예
지예(본명 송진숙, 1963년 1월 18일 ~ )는 대한민국의 작사가이자 가수이다. 고등학생 시절에 '미스 롯데' 입상자였다. MBC 탤런트 공채 13기이다. 두 권의 시집을 낸 시인이기도 하다.

## 앨범
- 1985.05.10 1집 눈물
- 1986.08.15 2집 이시간이 지나면
- 1990.01.30 3집 얘기하지 말자
- 1992.07 4집 Nostalgic
- 1998.06 5집 Change No Change
- 2007.11.30 蠱惑(고혹) (Single)
- 2015.11.20 바다 (Single)
- 2018.01.25 6집 SHE AND ME
- 2021.11.17 girl in sixty (걸 인 식스티) (Single)

## 작사
- 원미연 <혼자이고 싶어요>, <바로 사랑이에요>
- 변진섭 <홀로된다는 것>, <로라>
- 이정석 <여름날의 추억>
- 임병수 <아이스크림 사랑>
- 소방차 <사랑하고 싶어>
- 김명철 & 박혜성 <그대 품안에> (1993년)
- 녹색지대 <기억>
- 김정민 <정상에서>
- 김종찬 <산다는 것은>